# Iris Sheila Collenette
Iris Sheila Darnton de Collenette (1927-2017) es una botánica inglesa. Realizó numerosas expediciones botánicas, comenzando en 1954, a Borneo. Después de una visita de regreso a Inglaterra se casó con el geólogo N. Collenette, y actualmente vive en Kota Kinabalu, en Borneo norteño. En 1983, visitó Arabia Saudita.

## Algunas publicaciones
- 1999. Wildflowers of Saudi Arabia. Ed. Nat. Commission for Wildlife Conservat. and Devel. (NCWCD), 799 pp. ISBN 9960614093, ISBN 9789960614090
- 1998. A Checklist of Botanical Species in Saudi Arabia. Ed. Internat. Asclepiad Soc. 79 pp. ISBN 0953237605, ISBN 9780953237609
- 1985. An illustrated guide to the flowers of Saudi Arabia. Kingdom of Saudi Arabia flora public. 1. Ed. Scorpion, 514 pp.

## Honores

### Epónimos
- (Aizoaceae) Trianthema sheilae A.G.Mill. & J.A.Nyberg[4]

- (Apiaceae) Pycnocycla sheilae Chaudhary[5]

- (Asparagales) Aloe sheilae Lavranos[6]

- (Asclepiadaceae) Rhytidocaulon sheilae D.V.Field[7]

- (Asteraceae) Anthemis sheilae Ghafoor & Al-Turki[8]

- (Asteraceae) Echinops sheilae Kit Tan[9]

- (Cyperaceae) Scleria sheilae J.Raynal[10]

- (Ericaceae) Rhododendron sheilae Sleumer[11]

- (Lamiaceae) Nepeta sheilae Hedge & King[12]

- (Proteaceae) Leucadendron sheilae I.Williams[13]

- (Ranunculaceae) Delphinium sheilae Kit Tan[14]

- (Rutaceae) Acmadenia sheilae I.Williams[15]

- (Scrophulariaceae) Verbascum sheilae Hemaid[16]

- La abreviatura «Collen.» se emplea para indicar a Iris Sheila Collenette como autoridad en la descripción y clasificación científica de los vegetales.[17]